# Pays du Sud

Pays du Sud, en rouge ; pays du Nord, en bleu. La Chine est aujourd'hui la deuxième puissance économique mondiale.

L’appellation Sud global, pays du Sud ou le Sud est un concept désignant, depuis les années 1980, les pays caractérisés par un IDH et un PIB par habitant faible, majoritairement situés dans la partie sud des continents émergés. Malgré les importantes évolutions sur l'échiquier économique mondial, il reste parfois encore utilisé de nos jours pour désigner ce qu'on appelle aujourd'hui les pays les moins avancés (PMA).
Par opposition, on appelait pays du Nord ou le Nord les pays caractérisés par un IDH et un PIB par habitant élevés, aujourd'hui nommés pays développés. L’appellation d’opposition Nord-Sud quant à elle était utilisée pour désigner les conflits d'intérêts, généralement économiques, entre ces deux blocs de pays.

## Utilisation
Cette expression reste parfois encore utilisée, que ce soit dans certains documents des organisations officielles (certaines branches de l’UNICEF, la Banque mondiale[réf. nécessaire]), par les organisations non gouvernementales (ONG), ou par certains médias francophones[réf. nécessaire].
En date de 2008, elle est également utilisée dans les programmes de géographie de l'éducation nationale française dès la 5e.

### Usage international
Dans d'autres langues, l'expression est également utilisée : en anglais global south et global north ; en allemand Globaler Süden ; en néerlandais : het zuiden…